# Рогатые агамы
Рогатые агамы (лат. Ceratophora) — род ящериц из семейства агамовых, обитающий в Юго-Восточной Азии.

## Описание
Общая длина представителей рода колеблется от 16 до 25 см. Цвет кожи оливковый, зеленоватый. В основном окраска однородная. Голова вытянута, морда острая. Туловище длинное и вытянутое, несколько сжато с боков. Хвост умеренно тонкий и цепкий. Конечности тонкие с вытянутыми пальцами. Всё тело покрыто колючей чешуёй. Затылочные и спинные гребни отсутствуют. Также у этих агам нет бедренных и преанальных пор. У самцов на конце морды длинный отросток в виде прямого рога или цилиндрического чешуйчатого выроста. Отсюда и происходит название этих ящериц.

## Образ жизни
Обитают в тропических лесах. Значительную часть времени проводят на деревьях или среди высоких кустарников. Для этих агам характерная угрожающая поза при опасности. Питаются насекомыми.

## Размножение
Это яйцекладущие ящерицы. Самки откладывают до 5—8 яиц.

## Распространение
Являются эндемиками Шри-Ланки.

## Классификация
На май 2018 года в род включают 5 видов:
- Ceratophora aspera Günther, 1864
- Ceratophora erdeleni Pethiyagoda & Manamendra-Arachchi, 1998
- Ceratophora karu Pethiyagoda & Manamendra-Arachchi, 1998
- Ceratophora stoddartii Gray, 1834 — Рогатая агама
- Ceratophora tennentii Günther, 1861 — Шишконосая агама